# Carcass (ban nhạc)
Carcass là một ban nhạc extreme metal người Anh từ Liverpool, thành lập năm 1985 và tan rã năm 1995. Ban nhạc tái hợp năm 2007 với sự thiếu vắn của tay trống Ken Owen, vì nguyên nhân sức khỏe.
Carcass được xem là một trong những nghệ sĩ tiên phong cho thể loại grindcore. Những nhạc phẩm đầu tiên của họ được xem là đã đặc nền móng cho tiểu thể loại goregrind; với phần lời bệnh hoạn và những bìa album máu me. Họ cũng trở thành ban nhạc tiên phong cho melodic death metal với album Heartwork năm 1993.

## History

### Những năm đầu (1985–1989)
Carcass thành lập như một ban nhạc D-beat bởi tay guitar Bill Steer với tay trống Ken Owen năm 1985 dưới tên Disattack. Sau khi phát hành một demo tên A Bomb Drops... năm 1986, Paul (bass) và Andrew Pek (vocal) rời Disattack và được thay thế bởi Sanjiv và tay bass Jeff Walker, cựu thành viên của Electro Hippies. Cùng thời điểm, Bill Steer tham gia Napalm Death (thay thế cho Justin Broadrick) và thu âm mặt hai của Scum. Walker cũng thiết kế bìa cho album này.
Disattack đổi tên thành Carcass. Tháng 4, 1987, họ thu âm demo Flesh Ripping Sonic Torment, đây là nhạc phẩm duy nhất của Carcass với Sanjiv, người rời nhóm sau đó không lâu. Walker, Steer và Owen cùng làm album đầu tay của nhóm chỉ trong 4 ngày. Phần sản xuất hết sức tệ của Reek of Putrefaction khiến ban nhạc rất khó chịu, dù vậy, đây trở thành album yêu thích của John Peel (Radio 1).

## Thành viên ban nhạc

### Thành viên hiện tại
- Jeff Walker – vocal, bass (1985–1995, 2007–nay)
- Bill Steer – lead guitar, vocal (1985–1995, 2007–nay)
- Daniel Wilding – trống (2012–nay)
- Ben Ash – guitar (2013–nay)

### Cựu thành viên
- Sanjiv – vocal (1986–1987)
- Carlo Regadas – guitar (1994-1995)
- Ken Owen – trống (1985–1995), vocals (1985-1990, cũng xuất hiện trong Surgical Steel, 2013, biểu diễn cùng 2008, 2009, 2010, 2013)
- Michael Amott – guitar (1990–1993, 2007–2012)
- Daniel Erlandsson – trống (2007–2012)

### Thành viên biểu diễn trực tiếp
- Mike Hickey – guitar (1993–1994)

## Đĩa nhạc
- Reek of Putrefaction (1988)
- Symphonies of Sickness (1989)
- Necroticism – Descanting the Insalubrious (1991)
- Heartwork (1993)
- Swansong (1996)
- Surgical Steel (2013)